# Jacobus Anthonie Fruin

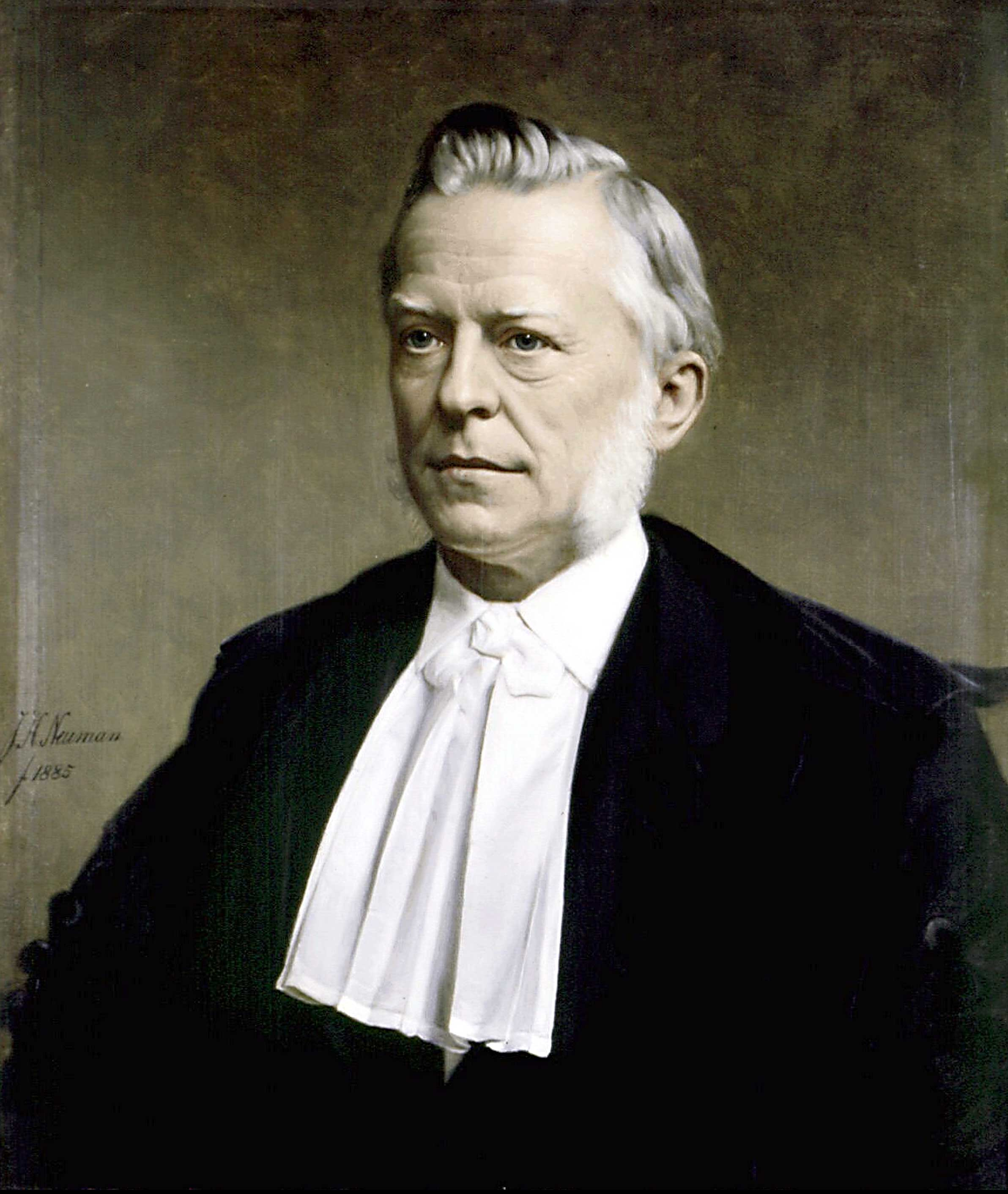
Anthonie Jacobus Fruin

Jacobus Anthonie Fruin (* 8. Juni 1829 in Rotterdam; † 1. November 1884 in Utrecht) war ein niederländischer Rechtswissenschaftler.

## Leben
Fruin war ein Sohn des Apothekers Robert Fruin (* 22. September 1776 in Rotterdam; † 23. Januar 1845 ebenda) und dessen Frau Elisabeth Maria Perk (* 26. Januar 1794 in Rotterdam; † 23. August 1870 ebenda). Er war somit ein Bruder von Robert Jacob Fruin. 
Fruin hatte das Erasmusgymnasium in Rotterdam besucht und immatrikulierte sich im September 1848 an der Universität Leiden. Hier wurden Cornelis Jacobus van Assen, Johan de Wal, Simon Vissering und besonders Joël Emanuel Goudsmit seine prägenden Lehrer. Am 20. Februar 1854 promovierte er zum Doktor der Rechte. Danach arbeitete er als Anwalt in seiner Geburtsstadt und war Mitglied des dortigen Stadtrates. Am 29. Mai 1858 wurde er Sekretär des niederländischen Finanzministeriums. Am 6. Juli 1859 berief man ihn zum Professor für Handels- und Bürgerrecht an die Universität Utrecht, welche Aufgabe er am 12. Oktober 1859 mit der Rede Over het nut der geschiedkundige beoefening van het Fransche regt voor de wetenschappelijke verklaring onzer burgerlijke wetgeving antrat. 
Als Utrechter Hochschullehrer beteiligte er sich auch an den organisatorischen Aufgaben der Hochschule und war 1865/66 sowie 1878/79 Rektor der Alma Mater. Bei der Niederlegung der Rektorate hielt er 1866 die Rede De privati iuris nostri codicibus assidue corrigendis et supplendis und 1879 Over den strijd tusschen het kanonieke en het Romeinsche recht (frei deutsch übersetzt: Über den Streit zwischen kanonischem und römischem Recht). 
1864 wurde er auch Mitglied des Stadtrates in Utrecht. Am 5. Mai 1867 wurde er Mitglied der Königlich Niederländischen Akademie der Wissenschaften.
Er hatte eine Vorliebe für die Rechtsgeschichte. Aus seiner Feder stammen auch einige niederländische Rechtsbücher.

## Familie
Fruin verheiratete sich am 9. September 1858 in Rotterdam mit Anna Carolina Schneither (* 3. Dezember 1834 in Middelburg; † 14. Dezember 1916 in Zeist), die Tochter des Rektors des Erasmusgymnasiums in Rotterdam Dr. Georg Antoine Schneither (auch Schneiter; * 6. Juni 1800 in Leiden; † 1. Juli 1877 in Rotterdam) und der Anna Carolina de Louter (* um 1804 in Amersfoort; † 29. Juni 1872 in Rotterdam). Aus der Ehe stammen Kinder. Von diesen kennt man:
- Elisabeth Maria Fruin (* 18. Juni 1859 in Den Haag; † 17. Januar 1905 in Utrecht)
- Georgine Antoinette Fruin (* 3. Januar 1864 in Utrecht; † 22. März 1929 in Zeist)
- Anna Carolina Fruin (* 25. Juli 1865 in Utrecht; † 14. Juni 1919 in Arnhem) verh. am 5. August 1886 in Utrecht mit Jan Willem Moll (* 3. Juni 1851 in Amsterdam; † 24. September 1933 in Groningen)
- Robert Fruin (* 7. Mai 1867 in Utrecht; † 19. Oktober 1921 in Pretoria (Südafrika))
- Thomas Antonie Fruin (* 24. Mai 1869 in Utrecht; † 1. Februar 1945 in Wassenaar) verh. 14. Juni 1900 in Rotterdam mit Cornelia Wilhelmina Loder (* 10. November 1878 in Rotterdam; † 21. April 1966 in Wassenaar)
- Jacobus Antonie Fruin  (* 30. Juli 1874 in Utrecht; † 5. November 1945 in Zeist)

## Werke (Auswahl)
- Redevorming over het nut der geschiedkundige beoefening van het Fransche recht voor de wetenschappelijke verklaring onzer burgerlijke wetgeving. Utrecht 1859
- Oratio de privati juris nostri codicibus assidue corrigendis et supplendis. Utrecht 1866 (Online)
- Levensbericht van Mr. Otto van Rees. Leiden 1869
- Instructie, voor de stad Haarlem ontworpen door Philips Wielant. 1874
- De oudste rechten der stad Dordrecht en van het baljuwschap van Zuidholland. Den Haag 1882